# رولاند تونغ
رولاند تونغ (بالإنجليزية: Roland Tong)‏ هو فارس سباق أيرلندي، ولد في 5 مارس 1979.

## وصلات خارجية
- رولاند تونغ على موقع الاتحاد الدولي للفروسية (الإنجليزية)
- رولاند تونغ على موقع FEI (رابط بديل) (الإنجليزية)